# Bernáth István
Bernáth István (Orosháza, 1928. szeptember 13. – Budapest, 2012. augusztus 10.) magyar irodalomtörténész, műfordító, egyetemi tanár. Az International Association for Scandinavian Studies (és a Scandinavica című folyóirat szerkesztőbizottsági), az International Vereniging voor Nederlandistiek tagja, az International Saga Society elnökségi tagja.

## Életpályája
1946–1950 között a Pázmány Péter Tudományegyetemen, illetve az ELTE BTK-n tanult. 1951–1954 között esztergályos, rádióműszerész, könyvtáros volt. 1955–1961 között könyvkiadói lektorként dolgozott. 1962–1971 között tanult, kutatott és oktatott Norvégia, Izland, Dánia, Hollandia és Belgium egyetemein. 1968–1992 között az ELTE BTK tudományos munkatársa, majd főmunkatársa volt. 1968–1995 között a Világirodalmi Lexikon főmunkatársa volt. 1992-től a Durbani Egyetem (Dél-Afrika) vendégprofesszora.

## Munkássága
Irodalmi díjakat kapott Izlandon, Belgiumban. Eleinte német, francia költőket publikált (Johann Wolfgang von Goethe, Hölderlin, Bertolt Brecht, Paul Verlaine), a bibliai Énekek énekét, majd a skandináv, a németalföldi és az afrikánsz kultúrákat és irodalmakat kutatta, oktatta és fordította. Elsőként fordított magyarra izlandiból hét könyvet (az Edda-verseket, öt izlandi sagát, a Nobel-díjas Halldór Laxnesst). Fordításokkal, tanulmányokkal feltárt még két európai nyelvterületet, a föroyarit (Feröer) és a frízt, valamint a dél-afrikai afrikánszt. 1999-ben fordításában és jegyzeteivel jelent meg Anne Frank naplójának teljes szövegű kiadása, 2001-ben pedig a Frank család biográfiája.

## Családja
Szülei: Dr. Bernáth Kálmán (1898–1963) és Kéry Erzsébet (1906–1983) voltak. Volt egy testvére is, Bernáth Kálmán. 1955–1988 között Radó Márta volt a felesége. Két fiuk született; István (1955) és Márton (1959). 1994-től Oross Jolán a felesége.

## Művei
- Németalföldi költők antológiája (válogatta, szerkesztette, 1965)
- Skandináv költők antológiája (válogatta, szerkesztette, 1967)
- Észak-európai népek irodalma (1970)
- Hollandból magyarra. Kultúrhistóriai kapcsolatok (esszék, szerkesztés, 1986)
- Egy miatyánk Dél-Afrikáért - Afrikánsz irodalmi antológia (1994)
- Skandináv mitológia (monográfia, forrásszövegek 2005)
- Skandináv mitológia; 2. jav. kiad.; Corvina, Bp., 2011

## Műfordításai
- Johann Wolfgang von Goethe: Reineke, a róka (eposz, bevezető, Füst Milán, 1958)
- Wilhelm Hauff: Mesék (mesék, 1958)
- Indridi G. Thorsteinsson: A 79-es sofőr (regény. 1959)
- Friedrich Hölderlin: Versek, levelek, Hyperion, Empedoklész (1961)
- Énekek éneke (1962)
- Ernst Toller: A géprombolók (dráma, 1962)
- Halldór Laxness: Izlandi pör (regény, 1965)
- Vikingfiak (izlandi saga, bevezető, jegyzetek, fordítás, 1965)
- Három izlandi történet (Hrafnkels saga, Gísla saga, Bandamanna saga, előszó, jegyzetek, 1973)
- Kopasz Grím-fia Egill; Tóni Túra Utazási Iroda, Bp., 1995
- Egils saga Skalla-grímssonar. Kopasz Grím-fia Egil története. Egy 1220-1230 körül borjúpergamenre írt, majd később pergamen- és papírkódexbe is lemásolt saga; ford., jegyz. Bernáth István, bev. Voigt Vilmos; Corvina, Bp., 2015 (Északi források)
- Völsunga saga. A Völsungok története. Egy 13. század közepi, izlandi pergamenkódexbe leírt hőstörténet; ford., jegyz. Bernáth István, utószó ... Voigt Vilmos; Corvina, Bp., 2015 (Északi források)

## Elismerései
- A Magyar Köztársasági Érdemrend lovagkeresztje (2003)[4]
- Az Izlandi Köztársaság Sólyomrendjének lovagkeresztje (2003)